# Okres Košice III
Okres Košice III je jeden z okresů slovenských Košic. Leží na severovýchodě města, v Košickém kraji. Na východě hraničí s okresem Košice-okolí, na západě pokračují Košice okresem Košice I a na jihu okresem Košice IV. Patří sem následující části města: Dargovských hrdinov, Košická Nová Ves